# Apolinar-rétiökörszem
Az Apolinar-rétiökörszem (Cistothorus apolinari) a madarak osztályának verébalakúak (Passeriformes) rendjébe és az ökörszemfélék (Troglodytidae) családjába tartozó faj.

## Előfordulása
Kolumbia területén honos. Természetes élőhelyei a szubtrópusi és trópusi gyepek, édes vizű tavak és mocsarak környéke. Állandó, nem vonuló faj.

## Alfajai
- Cistothorus apolinari apolinari Chapman, 1914
- Cistothorus apolinari hernandezi Stiles & Caycedo, 2002[2]

## Megjelenése
Átlagos testhossza 12 centiméter, testtömege 17,7 gramm.

## Természetvédelmi helyzete
Az elterjedési területe kicsi, egyedszáma 1 700 példány alatti és csökken. A Természetvédelmi Világszövetség Vörös listáján veszélyeztetett fajként szerepel.